# Bulldog (Film)
Bulldog ist ein deutscher Kinospielfilm aus dem Jahr 2022, nach einem Drehbuch und unter Regie von André Szardenings. Der Film wurde für den First Steps Award 2021 in der Kategorie Bester Spielfilm nominiert und feierte seine Welturaufführung auf dem Filmfestival Max Ophüls Preis 2022. Der Kinostart in Deutschland erfolgte Anfang Februar 2023.

## Handlung
Der einundzwanzigjährige Bruno lebt mit seiner nur fünfzehn Jahre älteren Mutter Toni in Spanien. Die erdrückende und enge Beziehung zu seiner Mutter ist bestimmend für ihn. Als seine Mutter eine Beziehung mit Hannah aufnimmt und diese in den gemeinsamen Bungalow einzieht, gerät Bruno in eine Krise und muss sich zwischen einem eigenen Leben und der Beziehung zu seiner Mutter entscheiden.

## Hintergrund
Bulldog ist der Abschlussfilm von Regisseur und Drehbuchautor André Szardenings an der Internationalen Filmschule Köln. Die Film- und Medienstiftung NRW förderte die Produktion mit 20.000 Euro. Der Bayerische Rundfunk trat als Ko-Produzent neben der Internationalen Filmschule Köln und André Szardenings auf. Die Dreharbeiten dauerten vierzehn Tage und fanden im Zeitraum 29. Dezember 2019 bis 16. Januar 2020 in Sant Antoni de Portmany, Ibiza statt. Der deutsche Kinoverleih von Bulldog ist missingFILMs Filmverleih. Der Kinstoart in Deutschland erfolgte am 2. Februar 2023. Die Erstausstrahlung im Fernsehen lief am 2. Juli 2023 in der Reihe ARD Debüt im Ersten.

## Preise und Auszeichnungen
- 2022 Evolution Mallorca International Filmfestival – Best Made In Baleares Feature Film für André Szardenings
- 2022 Evolution Mallorca International Filmfestival – Best Actor Feature Film für Julius Nitschkoff[8]
- 2022 Biberacher Filmfestspiele – Debüt-Biber (Bester Debütspielfilm) für André Szardenings
- 2022 Biberacher Filmfestspiele – Silberner Biber (Bester Schauspieler) für  Julius Nitschkoff[9][10][11][12]

## Rezeption

### Kritiken
Die Jury des First Steps Awards schreibt: „In Bulldog inszeniert André Szardenings ein eindrückliches Beziehungsgeflecht zwischen Teenagemom Toni und ihrem 21-jährigen Sohn Bruno auf Ibiza – mit einer ‚Pasolini’schen Dritten‘ gelingt hier die dramaturgische Neukonstellation im Liebesgefälle. Weit entfernt von einer Romantisierung moderner Auswanderungsgeschichten manifestiert dieser Film den alltäglichen Kampf inmitten der prekären Arbeits- und Abhängigkeitsverhältnisse seiner Figuren.“
Peter Guttig für programmkino.de schreibt: „Ménage a trois einmal anders. In seinem Debüt zeigt Regisseur André Szardenings einen jungen Mann mit übertrieben enger Mutterbindung, den eine plötzlich auftauchende Bettgenossin seiner Mama in Hass und Eifersucht treibt. Mit drei großartigen Schauspielern lotet das Dreiecksdrama die problematischen Facetten symbiotischer Ko-Abhängigkeit aus. Und zwar nicht in düsteren Farben, sondern in der sommerlichen Leichtigkeit einer spanischen Ferieninsel.“
Naima Wagner schreibt für das DFF – Deutsches Filminstitut & Filmmuseum: „Die warmen, sonnendurchfluteten Bilder der Urlaubsinsel sind betörend, täuschen aber nicht über die prekären Arbeits- und Lebensverhältnisse der beiden hinweg. Viele Hotels sind geschlossen, die Bars schließen früh, Tourist:innen gibt es keine. Nur ein einsames Mädchen, mit dem Bruno eine rührende Freundschaft beginnt, stromert durch die Ferienanlage. Auch atmosphärisch erinnert Bulldog an Sean Bakers großartigen The Florida Project (US 2017), der ebenfalls mit farbenfroh-flirrenden Bildern von einer zwischen liebevoll und toxisch changierenden Mutter-Kind-Beziehung am Rand der Gesellschaft erzählte.“
Uwe Mantel von der dwdl.de schreibt: „Ein Featurefilm, der nicht nur aufgrund des Ausmaßes und der Qualität enorm beeindruckt. André Szardenings gelingen zusammen mit Julius Nitschkoff, Lana Cooper und Karin Hanczewski glaubwürdig spannende Konflikte und starke treibende Dialoge rund um ein sehr unkonventionelles Thema. Die Erzählweise ist liebevoll, mitreißend und spannend und strahlt bei allem Drama wohlige und kraftvolle Lebendigkeit aus. Visuell, dramaturgisch und schauspielerisch rundum gelungen und beeindruckend.“

### Auszeichnungen
Preis der deutschen Filmkritik 2024
- Nominierung als Bestes Spielfilmdebüt
- Nominierung als Bester Schauspieler (Julius Nitschkoff)[16]